# Ceratozetella bregetovae
Ceratozetella bregetovae är en kvalsterart som beskrevs av Shaldybina 1970. Ceratozetella bregetovae ingår i släktet Ceratozetella och familjen Ceratozetidae. Inga underarter finns listade i Catalogue of Life.